# یانینا کونارسکا
یانینا کونارسکا (لهستانی: Janina Konarska; ۳۰ آوریل ۱۹۰۰ – ۹ ژوئن ۱۹۷۵) هنرمند و نقاش زن اهل لهستان بود.
از افتخارات وی میتوان به کسب مدال نقره نقاشی چاپی در بخش مسابقات هنری بازی‌های المپیک تابستانی ۱۹۳۲ اشاره کرد.